# Onuphis falesia
Onuphis falesia är en ringmaskart som beskrevs av Laurent A.L. Castelli 1982. Onuphis falesia ingår i släktet Onuphis och familjen Onuphidae. Inga underarter finns listade i Catalogue of Life.